# Peniophyllum linifolium
Peniophyllum linifolium là một loài thực vật có hoa trong họ Anh thảo chiều. Loài này được (Nutt.) Pennell mô tả khoa học đầu tiên năm 1919.